# Albert Kunius

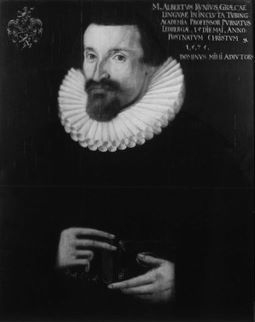
Albert Kunius auf einem Bild in der Tübinger Professorengalerie

Albert Kunius (* 15. Mai 1575 in Leonberg; † 1611) war ein deutscher Altphilologe und Dichter sowie Professor an der Universität Tübingen.

## Leben
Albert Kunius immatrikulierte sich 1592 an einer Universität. 1599 war er Präzeptor in der Klosterschule in Hirsau, 1604 Diakon in Göppingen, dann Professor der griechischen Sprache an der Universität Tübingen.
Sein im 17. Jahrhundert gemaltes Porträt hängt in der Tübinger Professorengalerie.